# Гаврилин, Валерий Александрович
Вале́рий Алекса́ндрович Гаври́лин (17 августа 1939, Вологда — 28 января 1999, Санкт-Петербург) — советский и российский композитор, автор симфонических и хоровых произведений, песен, камерной музыки, музыки к кинофильмам. Лауреат Государственной премии СССР (1985). Народный артист РСФСР (1985).

## Биография
Родился 17 августа 1939 года в Вологде, семья жила в городе Кадников Сокольского района Вологодской области. Мать работала директором Кадниковского детского дома, а отец был заведующим районного отдела народного образования (РОНО) в городе Сокол. Отец вскоре после рождения сына в 1941 году погиб на войне.
Впоследствии жил с матерью в селе Перхурьево Кубено-Озерского района Вологодской области, учился в школе в селе Воздвиженье (через дорогу) до 1950 года. Мать была осуждена, и ребёнок попал в детский дом в Октябрьском районе Вологды, учился в средней мужской школе № 9, занимался в хоре, играл в оркестре народных инструментов, учился на фортепиано под руководством Татьяны Дмитриевны Томашевской и пробовал сочинять. Закончив 7 классов средней школы, поступил в Вологодское музыкальное училище на дирижёрско-хоровое отделение. В это время в училище работала Государственная экзаменационная комиссия, возглавляемая доцентом Ленинградской консерватории Иваном Михайловичем Белозерцевым, который его прослушал и рекомендовал к поступлению в Ленинградскую специальную музыкальную школу-десятилетку при консерватории. В 1953 году был принят в эту школу в класс кларнета (педагог Михаил Юшкевич) в 7-й класс и сразу же стал заниматься композицией у Сергея Вольфензона и игрой на фортепиано у Елены Гугель.
В 1958 поступил в консерваторию, которую окончил в 1964 году по специальности музыковеда-фольклориста (руководитель — профессор Рубцов) и по классу композиции профессора Евлахова. У него же после окончания консерватории занимался в аспирантуре.
С 1964 года вёл класс композиции в Музыкальном училище при Ленинградской консерватории. С 1965 года — член СК СССР.
Скончался 28 января 1999 года в Санкт-Петербурге от третьего инфаркта; похоронен на Литераторских мостках Волкова кладбища.

## Семья
Жена с 1959 года — Наталия Евгеньевна Штейнберг (24 января 1930, Ленинград — 4 марта 2024, Санкт-Петербург). Сын — Андрей (род. 1960).

## Творчество
Для творчества Гаврилина характерны русская напевность и лиризм. Им введены новые формы хорового музицирования, основанные на синтезе академических и бытовых жанров. С «Русской тетрадью» он вошёл в музыку в 1960-е годы, в период так называемой второй неофольклорной волны, своеобразной параллели творчеству русских писателей-«деревенщиков». В «Русской тетради» и в «Военных письмах» он воплотил образ северо-русской крестьянки, а в вокальном цикле «Вечерок» создал портрет своеобразной Гретхен русской провинции.
Как эстетика, так и стиль композитора — пример неоромантических тенденций в русской музыке. Это проявлялось прежде всего в тяготении к излюбленному романтиками жанру песни, в эстетизации и утончённой разработке простых песенных форм. Из песен складываются камерные вокальные циклы, вокально-симфонические поэмы. Композиционно им близки и своеобразные песенные «действа» — найденная композитором форма музыкально-поэтического театра. В «действах» угадывается отдалённая связь с народными музыкальными представлениями, традиции «играть» песню, есть в них и психологическая тонкость вокальных циклов. Имеют они условный сюжет, обычно сводящийся к какой-нибудь одной драматической ситуации. «Действа» разнообразны по содержанию, по своей жанровой природе. Так, «Свадьба» (либретто Гаврилина и А. Шульгиной) и «Пастух и пастушка» (по Виктору Астафьеву) ближе к психологической драме, а представление и песенки из старой русской жизни «Скоморохи» (слова В. Коростылёва) — образец социальной сатиры. В хоровой симфонии-действе «Перезвоны» сатирический элемент переплетён с мифологическим, со сказочной фантастикой, с аллегорией, с драматической темой суда личной совести перед лицом смерти.
В инструментальной музыке большое место заняли программная миниатюра, характерные и жанровые пьесы, составляющие его оркестровые сюиты и дивертисменты. Вокальный по природе талант композитора отличается неповторимой, собственной интонацией. Как и у любимых им ранних романтиков, у Гаврилина — культ мелодии. Свежий, первозданный песенный мелодизм — душа его музыки.

Музыка Гаврилина вся, от первой до последней ноты, напоена русским мелосом, чистота её стиля поразительная. Органическое, сыновнее чувство Родины — драгоценное свойство этой музыки, её сердцевина. Из песен и хоров Гаврилина встаёт вольная, перезвонная Русь. Но это совсем не любование экзотикой и архаикой, не музыкальное «штукарство» на раритетах древнего искусства. Это — подлинно. Это написано кровью сердца. Живая, современная музыка глубоко народного склада, и — самое главное — современного мироощущения, рождённого здесь, на наших просторах.
— Георгий Свиридов

## Литературное наследие
Литературное наследие Гаврилина — критические статьи, эссе, вступительные слова, выступления, интервью — раскрывает ещё одну грань его яркой личности. «Он писал и говорил о высокой миссии искусства — особенно музыки — в жизни народа, о композиторах (Михаиле Глинке, Модесте Мусоргском, Георгии Свиридове), исполнителях (Заре Долухановой, Евгении Мравинском, Святославе Рихтере), о поэтах и писателях (Николае Рубцове, Василии Шукшине, Викторе Астафьеве), об актёрах, о фольклоре, о бардовской песне и современной эстраде, о музыкальном восприятии и музыкальном просвещении, о нравственности, экологии и о многом другом, писал всегда темпераментно и увлекательно, в яркой образной и доходчивой форме. Его статьи и эссе, выступления по радио и телевидению, интервью с ним отличаются глубиной мысли, четко сформулированной позицией и собственным блистательным литературным стилем».
Знаток и тонкий ценитель русского литературного слова Георгий Свиридов писал Гаврилину:
Вы обладаете подлинным литературным даром (что я заметил уже давно!), имеете свой язык, стиль и манеру высказывания. «Исправлять» Вас это значит «портить» Вас […]
Гаврилин ориентировался на лучшие образцы отечественной и мировой музыкальной критики — Бориса Асафьева, Ромена Роллана. «Существенно отличаются статьи от большого числа работ, которые пишутся музыковедами для музыковедов и в которых излагаются многие важные и интересные мысли — как бы схемы анализа, поднявшиеся до интересных научных обобщений, однако не обретшие той художественной и литературной формы, в какой они были бы доступны широкому кругу интересующейся музыкой публики».

## Сочинения

### Балеты
- Анюта, балет в двух действиях, либретто А. А. Белинского по А. П. Чехову. постановка В. В. Васильева. Первое исполнение 21 января 1986
- Дом у дороги, балет в одном действии, либретто А. А. Белинского по поэме А. Т. Твардовского (1984)
- Подпоручик Ромашов по А. И. Куприну (1985)
- Женитьба Бальзаминова по А. Н. Островскому (1989)

### Оперы
- Моряк и рябина (1968)
- Семейный альбом (1969)
- Пещное действо (1970)

### Произведения для музыкального театра
- Так женился Копачи, музыкальная комедия в одном действии по пьесе Л. Таби

### Симфонические произведения
- Тараканище
- Увертюра C-dur для симфонического оркестра (1964)
- Адажио для струнного оркестра (1964)
- Свадебная, симфоническая сюита № 1 (1967)
- Театральный дивертисмент, симфоническая сюита № 2 (1969)
- Русская, симфоническая сюита № 3 (1970)
- Французская, симфоническая сюита № 4 (1973)
- Портреты, симфоническая сюита № 5 (1979)
- Памяти Батюшкова, вальс для симфонического оркестра (1981)
- Анюта, симфоническая сюита № 6 (1982)
- Дом у дороги, симфоническая сюита № 7 (1984)

### Камерно-вокальные произведения
- О любви, вокальный цикл для голоса и фортепиано на слова В. Шефнера (1958)
- Сатиры, вокальный цикл для голоса и фортепиано на слова A. Григулиса (1959)
- Немецкая тетрадь № 1, вокальный цикл для голоса и фортепиано на слова Г. Гейне (1961)
- Русская тетрадь, вокальный цикл для голоса и фортепиано на народные тексты (1964, Государственная премия РСФСР имени М. И. Глинки в 1965) 1. Над рекой стоит калина 2. Страдальная («Что, девчоночки, стоите…») 3. Страдальная («Зорю видно…») 4. Зима 5. Сею-вею 6. Дело было на гулянке 7. Страдания («Ой, не знаю, не знаю, не знаю я…») 8. В прекраснейшем месяце мае.
- Марина на слова М. Цветаевой (1967)
- Времена года вокальный цикл для голоса и фортепиано на народные слова и стихи С. Есенина (1969)
- Пьяная неделя, вокальный цикл для голоса и фортепиано. Слова народные
- Три песни Офелии по В. Шекспиру, пер. Б. Пастернака (1971)
- Немецкая тетрадь № 2, вокальный цикл для голоса и фортепиано на слова Г. Гейне (1972)
- Вечерок, вокальный цикл для двух голосов и фортепиано. ч. 1 «Альбомчик», слова народные, А. Шульгиной и В. Гаврилина (1973); ч. 2 «Танцы, письма, окончание», слова С. Надсона, И. Бунина, А. Ахматовой, А. Шульгиной и В. Гаврилина (1975)
- Немецкая тетрадь № 3, вокальный цикл для квартета голосов и фортепиано на слова Г. Гейне (1976) — не реализована
- Город спит, на слова А. Шульгиной (1978)
- Простите меня, на слова А. М. Володина (1983)[4]

### Вокально-симфонические произведения
- Скоморохи, действо для солиста, мужского хора, балета и симф. оркестра. Слова В. Н. Коростылева (1967 — 1-я редакция, 1970 — 2-я редакция, 1986 — 3-я редакция)
- Военные письма, вокально-симфоническая поэма для солистов, детского и смешанного хоров и симфонического оркестра. Слова А. Шульгиной (1972)
- Земля, вокально-симфонический цикл для свободного состава хора, солиста и симфонического оркестра. Слова А. Шульгиной (1974). Цикл посвящён памяти тракториста Анатолия Мерзлова[5]. Песня «Мама» из этого цикла исполнялась также отдельно, например, Большим детским хором Всесоюзного радио и Центрального телевидения и его солисткой Маргаритой Суханкиной.
- Здравица («Апофеоз»), кантата для смешанного хора и симфонического оркестра, слова В. Максимова (1977)
- Заклинание, кантата для женского хора и симфонического оркестра. Слова А. Шульгиной (1977)
- Свадьба, действо для солистки, смешанного хора, балета и симфонического оркестра. Слова народные, А. Шульгиной и Гаврилина (1978—1982)
- Перезвоны (По прочтении В. М. Шукшина), хоровая симфония-действо для солистов, смешанного хора, гобоя, ударных и чтеца. Слова народные, А. Шульгиной и Гаврилина (1978—1982). Первое исполнение 17 января 1984 в Ленинградской филармонии. В 2024 году по мотивам семи частей «Перезвонов» в Театре имени Станиславского и Немировича-Данченко хореограф Максим Севагин поставил балет «Знаем благую весть».
- Пастух и пастушка, действо для солистов, большого хора, смешанного инструментального ансамбля. По В. Астафьеву (1983), не осуществлено до конца.

### Хоровые произведения (a cappella)
- Люди мира (на слова С. Васильева) (1962)
- Мы говорили об искусстве, кантата для смешанного хора a cappella на собственные слова (1963)
- Памяти павших, хоровой цикл (1963)
- Дон капитан, концертное рондо для смешанного хора, слова Р. Баранниковой (1969)
- Припевки, для смешанного хора, слова народные (1972)

### Камерно-инструментальные произведения
- Три струнных квартета (1960, 1962, 1964)
- Адажио в полифоническом стиле (1964)
- Поэма для скрипки и фортепиано (1963)
- Соната для скрипки и фортепиано (1964)
- Соната для фортепиано (1964)
- Сочинения для фортепиано в две руки (три тетради)
- «Зарисовки» (цикл из 18 программных пьес) для фортепиано в четыре руки (1970-е) (CD с записью всех пьес в исполнении Норы Новик и Раффи Хараджаняна — Рига-СПб)

### Прочее
- Музыка к спектаклям (36): «Так женился Копачи», «Походный марш», «Бронепоезд 14-69», «После казни прошу», «Через 100 лет в Берёзовой роще», «Две зимы и три лета», «Преступление и наказание», «С любимыми не расставайтесь», «Шаги командора», «Свои люди — сочтёмся», «Над светлой водой», «Три мешка сорной пшеницы», «Черёмуха» и др. (1959—1977)
- Песни для голоса и фортепиано, инструментального ансамбля или эстрадно-симфонического оркестра.
- Поэма № 426 для солиста, инструментального ансамбля, ЭВМ 328-RS и магнитофона

## Фильмография
- 1966 — На диком береге (Реж. А. М. Граник)
- 1968 — Источник (Реж. А. М. Граник)
- 1968 — В день свадьбы (Реж. Вадим Михайлов)
- 1970 — Василий Меркурьев (телефильм, Реж. В. С. Бычков)
- 1969 — Счастье Анны (Реж. Ю. А. Рогов)
- 1971 — Месяц август (Реж. В. В. Михайлов)
- 1972 — Театральные истории (Реж. А. А. Белинский)
- 1979 — Рыцарь из Княж-города (Реж. В. В. Михайлов)
- 1980 — Пристань (Реж. В. Сорокин)
- 1981 — Деревенская история (Реж. В. Е. Каневский)
- 1982 — Анюта (Реж. А. А. Белинский, В. В. Васильев)
- 1984 — Дом у дороги (Реж. А. А. Белинский)
- 1986 — Обида (Реж. А. В. Сиренко)
- 1987 — Байка (Реж. Георгий Бурков, Г. Н. Лавров)
- 1989 — Женитьба Бальзаминова (Реж. А. А. Белинский)
- 1993 — Провинциальный бенефис (Реж. А. А. Белинский)

## Звания и награды
- Государственная премия РСФСР имени М. И. Глинки (1967) — за вокальный цикл «Русская тетрадь»
- Премия Ленинского комсомола (1980) — за вокально-инструментальные произведения «Земля», «Военные письма» и вокально-симфоническую балладу «Два брата»
- Государственная премия СССР (1985) — за хоровую симфонию-действо «Перезвоны»
- Заслуженный деятель искусств РСФСР (1979)
- Народный артист РСФСР (1985)

## Память
В 2000 году на могиле Гаврилина установлено надгробие (архитектор В. А. Кашин, художник Ю. И. Селивестров). В 2001 году в Санкт-Петербурге, на доме по адресу Пестеля, 12 была установлена мемориальная доска (скульптор Ю. В. Евграфов, архитектор В. А. Кашин) с текстом: «В этом доме с 1980 по 1995 год жил и работал композитор Валерий Александрович Гаврилин». Мемориальная доска установлена на здании вологодской музыкальной школы № 1 и на здании бывшего вологодского интерната (Гагарина, 46).
Санкт-Петербургская детская школа искусств в 2000 году получила имя композитора, в фойе установлен бюст композитора работы скульптора Ю. В. Евграфова.
Имя Гаврилина присвоено Вологодской филармонии; под её эгидой каждые два года проходит Гаврилинский фестиваль, а также Губернаторский международный юношеский исполнительский конкурс имени Гаврилина. В Вологде существует музей «Литература. Искусство. Век XX» (филиал Вологодского государственного историко-архитектурного и художественного музея заповедника), посвящённый творчеству Валерия Гаврилина и Николая Рубцова. Именем Гаврилина названа детская музыкальная школа Кадникова.
Санкт-Петербургская консерватория учредила стипендию имени Гаврилина для студентов.
В память о композиторе названы улицы в Санкт-Петербурге и селе Кубенское. Имя Гаврилина присвоено малой планете (7369) Гаврилин.
В августе 2024 года напротив дома № 10 на Кремлёвской площади в Вологде был установлен памятник Гаврилину.